# ماريا إيزابيل من البرتغال
ماريا إيزابيل من البرتغال (بالبرتغالية: Maria Isabel de Bragança‏) (19 مايو 1797 - 26 ديسمبر 1818) هي ملكة إسبانيا القرينة بزواجها من خالها فيرناندو السابع هي زوجته الثانية، وأول زوجاته الرابعة تصبح ملكة، هي الابنة الثانية لـ جواو السادس ملك البرتغال وكارلوتا خواكينا الإسبانية الابنة الكبرى لـ كارلوس الرابع وماريا لويزا دي بارما، وأيضا هي شقيقة بيدرو الأول والرابع، توفيت أثناء الولادة.
أدى تفاني الملكة وعاطفتها للفن إلى جمع العديد من كنوز الماضي وإنشاء متحف ملكي، والذي سينتهي به الأمر ليكون بدايات متحف ديل برادو، بجيث افتتح في 19 نوفمبر 1819.